# Лавров-Орловский, Александр Дмитриевич
Лавров-Орловский Александр Дмитриевич (1852—1924) — актёр Александринского театра, писатель -драматург, меценат.

## Биография
Лавров-Орловский Александр Дмитриевич родился 14 марта 1852 году в новом имении посёлка Частый (часть Русского Брода), совсем недавно построенном его отцом в семье Дмитрия Николаевича и Розы Александровны Лавровых. Отец его подполковник Лавров Дмитрий Николаевич, мировой посредник Ливенского уезда, определил сына в Петербуржскую Медико-хирургическую академию. В середине 70-х годов он заканчивает
обучение, имея при этом достаточно неплохие оценки. Но душа требовала творчества. Прослужив совсем немного на гражданской должности, в 1879 году Александр Дмитриевич становится артистом театра. Вместе с другими актёрами он начинает активно гастролировать по стране, выступать на сценах многих губернских и уездных театров. В 1907 году Александр Дмитриевич был принят в труппу петербургского Александриинского театра. В 1909 году в связи с 30-летием работы в театре, на Александра Лаврова, взявший к тому времени псевдоним Лавров-Орловский, обрушивается шквал поздравительных телеграмм.
В числе поздравивших были: известный театральный критик Александр Рафаилович Кугель, владелец и директор театрального музея Алексей Александрович Бахрушин, актёр театра Константин Константинович Витарский, предприниматель и меценат Анатолий Евграфович Молчанов, драматург Иван Степанович Платон, и его коллеги артисты Александриинского Театра : С. Ф. Сабуров, М. Г. Савина, П. В. Самойлов, П. Д. Соколов, И. И. Судьбинин, И. В. Шпажинский и др. .Проработав ещё некоторое время в родном театре, в 1913 году Александр Дмитриевич был награждён орденом святой Анны III степени .
Незадолго до революции Александр Дмитриевич возвращается из Петербурга в родные края. В городе Ливны он становится антрепренёром, то есть содержателем небольшого театра, на сцену которого он приглашает актёров других театров, а иногда играет сам. С этого момента Александр Дмитриевич приобретает больше сводного времени, больше времени уделяет на семью и визитам к братьям в Русский Брод. Также открывает в Ливнах актёрскую школу. В 1912 году становится содержателем земской больницы в родном селе Русский Брод. Умер он в 1924 году в городе Ливны, где и был похоронен.

## Родственные связи
В 17 января 1881 года в церкви при императорской медико-хирургической академии обручился с Анной Андреевой
А. Д. Лавров Орловский приходился пятиюродным племянником Ивану Сергеевичу Тургеневу (его прадед Лавров Евгений Иванович приходился троюродным братом бабке Тургенева по матери Екатерине Ивановне Лутовиновой, а их единый общий предок Лавров Юрий Семёнович.
Его сноха (жена младшего брата) являлась дочерью профессора медицины Богуслава Ивановича Гржимайло.

## Известные сочинения
- «Обездоленные», «Одним грехом более», «Я жить хочу»